# Secretaresse

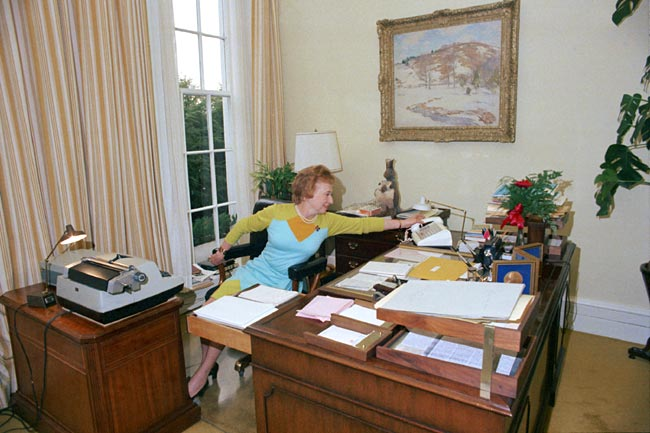
Rose Mary Woods, secretaresse van de Amerikaanse president Richard Nixon, ca. 1970

Een secretaresse is een persoon die vaak als werknemer het secretariaatswerk opneemt voor meestal een functionaris of een instantie in een ondersteunende rol. Dit kan gebeuren als iemand zelf geen tijd heeft om zich daarmee bezig te houden, bijvoorbeeld artsen of directeuren.
De woorden “jubilaresse” en “bibliothecaresse” zijn de vrouwelijke vormen van “jubilaris” en “bibliothecaris”. Dat is met “secretaresse” niet het geval. Een man die het werk doet van een secretaresse heeft doorgaans als functiebenaming “secretariaatsmedewerker”. Een vrouw die het werk doet van een secretaris is zelf ook secretaris.
Secretaressen hebben vaak op hun beurt collega's die hen kunnen helpen met eenvoudiger taken, dit zijn de administratief of secretarieel medewerkers.
Elke derde donderdag van april is het secretaressedag. Op die dag worden secretaressen in het zonnetje gezet, waardoor het ook een hoogdag is voor de bloemenverkopers.

## Taken
Het secretariaatswerk bestaat voornamelijk uit het verrichten van zeer uiteenlopende administratieve taken:
- ondersteunen, voorbereiden en organiseren van het werk van de baas
- beantwoorden van vragen van de baas over organisatorische punten
- bijhouden van de afsprakenagenda
- bijhouden van correspondentie of in- en uitgaande postmappen
- uittypen van brieven, verslagen, offertes
- telefoon, e-mail en fax beantwoorden
- archiveren van stukken
- contact opnemen met klanten of patiënten
- notuleren bij gesprekken of vergaderingen
- organiseren van bijeenkomsten, congressen e.d.
- boeken van vervoertickets en hotelovernachtingen voor het bijwonen van evenementen of cursussen in het buitenland.

Ook zijn er afdelingssecretaressen die niet de werkzaamheden van één persoon ondersteunen, maar van een hele afdeling.

## Man-vrouwverhouding
Volgens een onderzoek van een Nederlandse vakbond is 99 procent van de Nederlandse secretaressen vrouw. In Vlaanderen ligt het aantal mannelijke secretaressen, secretariaatsmedewerkers dus, iets hoger, afgaande op het aantal mannelijke studenten in de tso-afdeling "secretariaat-talen" (ca. 12%) en de bachelor-opleiding "office management" (ca. 15%).

## Opleiding
Hoewel er geen strikte diplomavereisten zijn voor het beroep van klerk/secretaresse hebben de meesten voortgezet of secundair onderwijs achter de rug, doorgaans een mbo-niveau (Nederland) of tso-niveau (Vlaanderen). Al meer dan 100 jaar bestaat er ook een opleidingsinstituut specifiek voor secretaresses: Schoevers.
Daarnaast zijn er, op mbo-niveau 3 en 4, verschillende gespecialiseerde opleidingen, zoals: juridisch secretaresse, medisch secretaresse en directiesecretaresse.
Voor taken met meer verantwoordelijkheid doet men een beroep op afgestudeerden van het hoger onderwijs, zoals de Bachelor in Office Management. Binnen deze opleiding kunnen studenten zich specialiseren: medisch secretariaat, juridisch secretariaat of commercieel secretariaat.

## Soorten secretaressen
De volgende niveaus zijn te onderscheiden:
- Junior secretaresse
- Secretaresse
- Afdelingssecretaresse
- Managementassistent
- Directiesecretaresse
- Officemanager
- Secretaresse lid Raad van Bestuur
- Secretaresse voorzitter Raad van Bestuur

De functie van secretaresse is de laatste jaren een stuk zelfstandiger geworden. Tegenwoordig is een secretaresse meestal ook verantwoordelijk voor het indelen van de agenda van degene waar ze voor werkt en het beheren van informatiestromen. Naarmate de zelfstandigheid en verantwoordelijkheid groter worden, verandert de inhoud en het opleidingsniveau van de functie.
Door de nauwe vorm van samenwerking is de bereidheid tot het accepteren van de beperkingen van de rol bij een secretaresse belangrijk. Inherent aan de functie is, dat hij of zij zich dienstbaar en ondersteunend opstelt.
Problemen kunnen ontstaan wanneer secretaresses:
- zich te zelfstandig opstellen
- hun baas te sterk afschermen (mogelijk op diens aandringen)
- een te nauwe relatie met hun baas krijgen
- zich te veel met het persoonlijke leven van hun baas inlaten
- bekwamer blijken dan hun baas.

## Geschiedenis
In de middeleeuwen bestonden er reeds secretariële beroepen, namelijk: een 'secretarum' en een monnik.
Een 'secretarum' was in dienst van een koning of een landheer en had meestal de volgende taken: het schrijven van teksten en het vertalen daarvan. Zij hadden een grote macht in de middeleeuwen, omdat er toen maar weinig mensen waren die vreemde talen kenden.
Een monnik hield zich ook bezig met het schrijven van teksten, echter meer het vermenigvuldigen ervan, door middel van overschrijven.
In de 18de eeuw ontstonden er door de grote economische bloei veel handelskantoren. Op die kantoren waren er meestal mannen aan het werk die zich bezighielden met het opmaken en versturen en archiveren van documenten.
In het begin van de 20de eeuw werden er uit het oogpunt van netheid en discipline steeds meer vrouwen op kantoren aangenomen om licht administratief werk te doen. In die tijd deden de mannen nog steeds het verantwoordelijke werk.
Vanaf 1925 voelden directeuren er steeds meer voor om een assistente in dienst te nemen die hen direct zou kunnen ondersteunen bij hun werkzaamheden.
Vanaf de jaren 70 heeft het beroep managementondersteuning een grote groei doorgemaakt: vroeger was het beroep vooral ondersteunend van aard, maar het is nu ook een begeleidend en initiërend beroep geworden. Een managementondersteuner kan tegenwoordig haar/zijn eigen werk en dat van anderen plannen.
De benaming 'secretaresse' wordt ook wel vervangen door het genderneutrale 'office manager', 'management assistant' of 'administratief medewerker', afhankelijk van de baaninhoud.
Een rol als management assistent is steeds meer aan het veranderen. Managers en/of directeuren verwachten steeds vaker dat de Assistant meer fungeert als sparringpartner, organisator en planner. Bij afwezigheid van de manager "runt" de Assistant het bedrijf of het kantoor. Het niveau is aan hierdoor aan het veranderen van mbo-niveau naar hbo-niveau. 

## Bron
- Secretaresse skills
- Een functie met inhoud (april 2005), uitgegeven door FNV Bondgenoten en Kluwer.